# Szentendrei rózsa
A szentendrei rózsa (Rosa sancti-andreae) a rózsavirágúak rendjébe, azon belül a rózsafélék családjába tartozó, csak Magyarországon előforduló, endemikus növényfaj, védett kultúrreliktum.

## Jellemzői
A szentendrei rózsa 1-1,5 méter magas növény, sűrű sarjtelepeiből egyenes hajtásokat fejleszt, rövid elágazásokkal. Tüskéi hosszúak, karcsúak, egyenesek.
Nagy levelei gyakran kétszer olyan hosszúak, mint szélesek, 30-50-szer 16-30 milliméteresek, levélszéleik többé-kevésbé párhuzamosak, szőrzetük molyhos, fűrészes szélűek.
Magános virágai közepesen nagyok, sötét rózsaszín szirmai 20–25 mm hosszúak.
Csipkebogyója nagy, gömbölyű vagy körte alakú, lágy mirigyekkel és sertékkel borított. Korai érésű, hamvas, sötétbordó, mely az ősz végére feketésvörössé válik, éretten lecsüngő.

## Élőhelye
A szentendrei rózsa eredetileg kizárólag Magyarországon fordul elő, itt is csak néhány élőhelyen. Felfedezésének Szentendre területén található, helyszíne ma védett terület Szentendrei Rózsa Termőhelye Természetvédelmi Terület néven, innen kapta a rózsa a nevét. A szentendrei rózsa eredeti termőhelyéről feltehetőleg kipusztult, azonban a Sztaravodai út elején lévő Turul szobor mögött található egy oróási tő. A kutatások a budapesti Sas-hegyen, valamint a régebb óta ismert prügyi lelőhelyén mutatták ki jelenlétét.

## Felfedezése, története
1920-ban egy építkezés során Trautmann Róbert statikusnak feltűnt egy különleges rózsabokor, amelyről mintát küldött Dégen Árpád rózsaszakértő botanikusnak vizsgálatra. A vizsgálatok során bebizonyosodott, hogy egy új, eddig ismeretlen fajról van szó. Ezen természeti érték megóvása érdekében az építkezést máshova helyezték át.
A Magyar Királyi Földmívelésügyi Miniszter 505.507/1941. sz. rendelkezésével védetté nyilvánított Szentendrei rózsa termőhelye természetvédelmi terület kiterjedése 0,4 ha.
Ezután azonban rózsatövet mégis el kellett távolítani a terület beépítése miatt. Az évtizedek során több „lakhelye” is volt a tőnek, az eredeti lelőhelyre 2000-ben telepítették vissza a rózsát.